# Joe Brainard
Pour les articles homonymes, voir Brainard.
Joe Brainard, né le 11 mars 1942 à Salem et mort le 25 mai 1994 à New York, est un artiste et écrivain américain du XXe siècle, associé à l'École de New York.

## Travaux
Son corps de travail comprend des assemblages, des collages, de la peinture, des dessins pour livres et couvertures d'albums et des décors et costumes de théâtre.
Il utilise la bande dessinée comme moyen poétique dans ses collaborations avec d'autres poètes de l'école de New York.
Paul Auster, à propos de son ouvrage I Remember, a déclaré qu'il était un des rares livres totalement originaux qu'il ait lus.[réf. souhaitée]

## Publications
Liste non exhaustive
- I Remember, 1970
  - traduction française : I remember, je me souviens, trad. de l'américain par Marie Chaix, Actes Sud, 1997 ; et rééd.
- I Remember More, 1972
- More I Remember More, 1973
- I Remember Christmas, 1973
  - traduction française : Je me souviens de Noël, traduction collective, Bureau sur l'Atlantique, 2002
- The Vermont Notebook, texte de John Ashbery illustré par Joe Brainard, 1975
  - Le Carnet du Vermont, traduction française par Olivier Brossard, Joca Seria, 2013

### Recueil
- The Collected Writings of Joe Brainard, sous la direction de Ron Padgett, New York, Library of America, 2012
- Peindre le moment pour vous cette nuit, journaux, exercices et autoportraits, traduction française par Martin Richet, Joca Seria, 2017